# Austroargiolestes christine
Austroargiolestes christine är en trollsländeart som beskrevs av Günther Theischinger och O'far 1986. Austroargiolestes christine ingår i släktet Austroargiolestes och familjen Megapodagrionidae. Inga underarter finns listade i Catalogue of Life.

## Bildgalleri

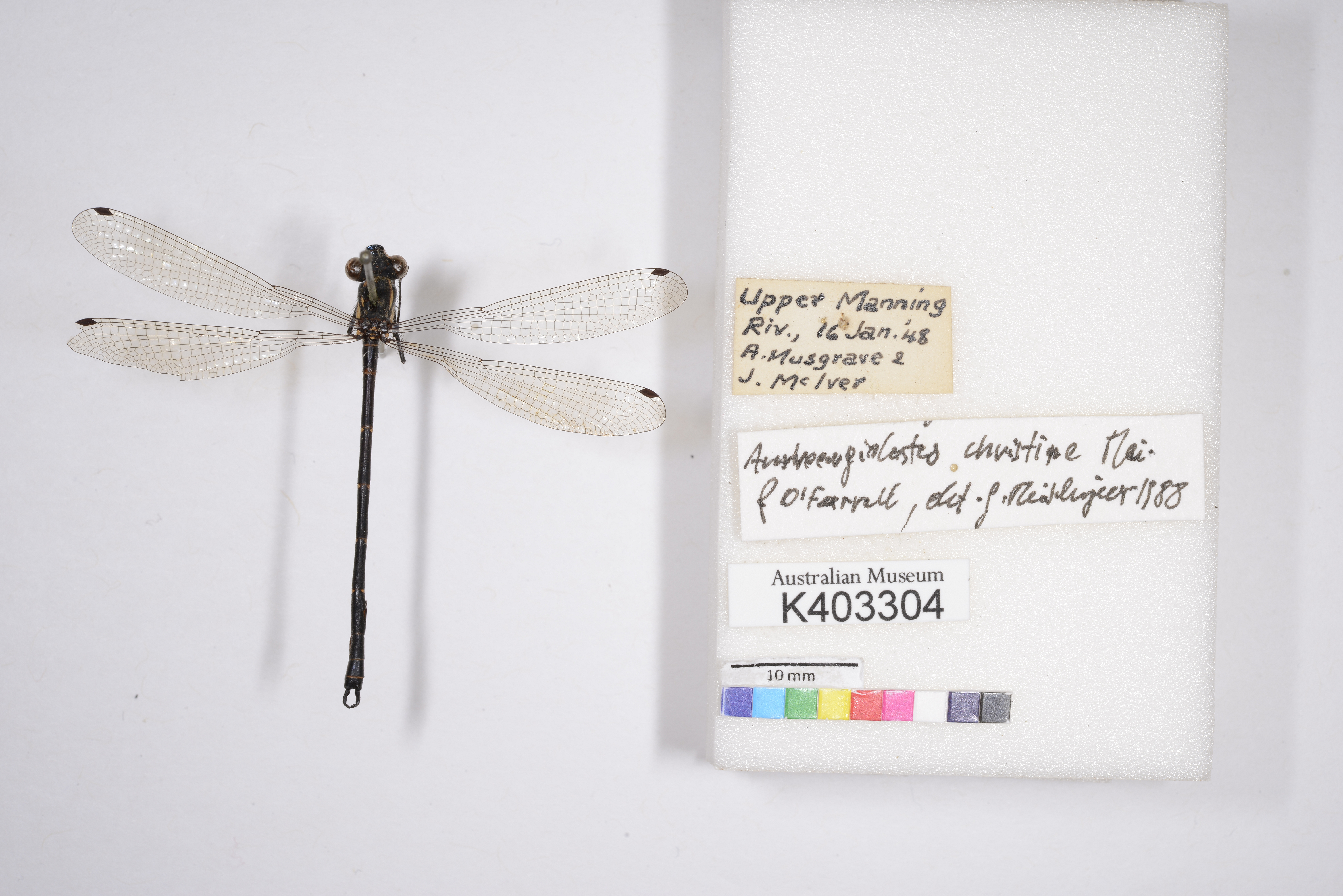